# Esme Creed-Miles
Esme Creed-Miles (née le 5 février 2000) est une actrice britannique, notamment connue pour son rôle de personnage principal de la série d'Amazon Video intitulée Hanna . 

## Jeunesse
Esme Creed-Miles est née en Angleterre , et a fréquenté dans sa jeunesse le pensionnat anglais de Bedales. Elle est la fille des acteurs Charlie Creed-Miles et Samantha Morton. 

## Carrière
Esme Creed-Miles a commencé sa carrière d'actrice en incarnant la petite Shirley Temple dans le film Mister Lonely (2007), réalisé par Harmony Korine. Elle n'est ensuite plus apparue au cinéma pendant dix ans, jusqu'au moment où elle a été sélectionnée pour jouer dans Dark River de Clio Barnard. Dans une interview, elle a déclaré qu'elle avait participé à plusieurs auditions pour des rôles dans des films indépendants avant d'être choisie pour jouer le rôle principal dans Hanna . L'actrice a expliqué qu'elle s'est entraînée aux arts martiaux près de six heures par jour pendant des mois pour préparer les scènes de combat auxquelles elle prend part dans la série. Elle déclare avoir apprécié la façon dont son rôle lui a permis de questionner les normes sociétales, notamment au sujet du genre et de la sexualité,,. L'actrice a d'ailleurs eu des retours positifs concernant son travail dans cette série : le magazine américain L'Atlantique a par exemple considéré qu'elle « imprègne le personnage d'une vulnérabilité émotionnelle et d'une puissance physique. Ce qui est encore plus frappant, c'est la façon dont elle communique l'intelligence d'Hanna, sa capacité d'observation et son état permanent d'hyperalerte. » 
Esme Creed-Miles est également musicienne et féministe,. 
Elle a joué également le rôle principal dans deux films sortis en 2019, Pond Life et Undercliffe, produits par Open Palm Films.
En 2024, elle tourne dans le film Du sang dans la neige (The Thicket), réalisé par Elliott Lester, dans le rôle de Lula Parker, avec Peter Dinklage, et Juliette Lewis.